# Ayuntamiento de Cedrillas
El Ayuntamiento de Cedrillas es la institución que se encarga de gobernar la el municipio de Cedrillas, España. Está presidido por el correspondiente alcalde de Cedrillas, que desde 1979 es elegido democráticamente por sufragio universal. Actualmente ejerce de alcalde-presidente del municipio José Luis López Sáez (PSOE). El organismo está emplazado en la Casa consistorial.

## Órganos de gobierno

### Pleno del Ayuntamiento de Cedrillas
El Pleno del Ayuntamiento es el órgano de máxima representación política de la ciudadanía en el Gobierno Municipal. Asume de modo directo la representación de la colectividad y en su nombre decide sobre las cuestiones más importantes y transcendentes del Gobierno.
Los concejales del Ayuntamiento de Cedrillas se escogen por sufragio universal en elecciones celebradas cada cuatro años. 
El sistema D'Hondt es el algoritmo matemático que se utiliza en Cedrillas para repartir los concejales de modo proporcional a los votos obtenidos por cada candidatura.
| Partido     | Concejal                                          |
| ----------- | ------------------------------------------------- |
| PSOE-Aragón | José Luis López Sáez (Alcalde)                    |
| PSOE-Aragón | Jorge Izquierdo Gonzalvo (1º Teniente de Alcalde) |
| PSOE-Aragón | Miguel Gimeno Ramos (2º Teniente de Alcalde)      |
| PSOE-Aragón | José Miguel Izquierdo Dolz                        |
| PSOE-Aragón | Sergio Martín Fuertes                             |
| PP-Aragón   | Lorena Peiro Brun                                 |
| PP-Aragón   | Luis Pérez Bayo                                   |

## Historia electoral
| Elecciones                        | Concejales a elegir | Composición del pleno de la corporación | Fecha de constitución de la corporación |
| --------------------------------- | ------------------- | --------------------------------------- | --------------------------------------- |
| Elecciones del 26 de mayo de 2019 | 7 de 7              | Pleno 2019-2023                         | (-)                                     |